# Marassa Jumeaux
Les Marassa sont les jumeaux divins du vaudou.
Ce sont des enfants, plus anciens qu'aucun autre loa. Doués d'une double puissance, ils sont invoqués tout de suite après Papa Legba ou Ayizan, dépendant du rite sur lequel ils sont servis.
Ces fantômes d'enfants morts symbolisent les forces élémentaires de l'univers et l'harmonie entre les êtres et les différents mondes. Ils représentent l'autre partie de la liaison du divin avec les lwas. Selon leur vévé, ils sont androgynes, et comme les Sphinx de l'ancienne égypte, des gardiens et intermédiaires entre le monde des hommes et celui des esprits. Messagers divins, ils octroient prospérité et chance ou quand ils sont contrariés ils causent famine et malheurs. Et en cette raison, leur donnent-on le sobriquet de « ti lè zanj ».
Dans le vaudou, ils sont vus comme des êtres d'élection, possédant des pouvoirs surnaturels et de plus sont de puissants médiums et guérisseurs. D'autant, que ceux qui sont vivants, par leurs pouvoirs peuvent lier ou délier et qu'à part eux, personne ne peut contrefaire leurs sorts. Les familles ayant des jumeaux dans leur lignée, vivants ou morts, doivent leur faire des offrandes une fois par an, à la Noël, le 4 janvier ou le samedi saint ou bien selon leurs rites familiaux respectifs. L'enfant naissant après des jumeaux est appelé "dossa" si c'est une fille, et "dossu" si c'est un garçon. Ils sont plus puissants que leurs frères ou sœurs jumeaux car ils concentrent le pouvoir des deux.
Dès leur naissance, ils ont chacun un Plat marassa. Ces plats faits de terre cuite non vernie, sont à tout point semblables, une façon de respecter la gémellité. Comme des enfants ils adorent les friandises et les jouets, tous les jours sont propices pour les recevoir. Ils aiment les couleurs pâles, bleu ciel, rose ou blanc, dans les rites rada et plus foncées dans les rites petro.
Leur symbole est la feuille de palmier. Leurs représentations sont souvent inspirées des images de saints Côme et Damien.